# Alla corte di mio padre
Alla corte di mio padre (titolo orig. yiddish מיין טאטנ'ס בית דין שטוב) è un libro di memorie autobiografiche dello scrittore Isaac Bashevis Singer, pubblicato dapprima nel 1956 in lingua yiddish, e poi tradotto in inglese da Channah Kleinerman-Goldstein, Elaine Gottlieb e Joseph Singer nel 1966 per l'editore Farrar, Straus & Giroux] di New York.
Sono 49 brevi capitoli autonomi di ricordi dell'infanzia e dell'adolescenza dell'autore a Biłgoraj e a Varsavia dove il padre era rabbino e attorno a lui si svolgevano molte storie collegate al suo ruolo. Fece seguito la raccolta postuma di altri ricordi Nuove storie dalla corte di mio padre (1999).

## Capitoli
1. Il sacrificio (The Sacrifice)
2. Perché le oche gridavano (Why the Geese Shrieked)
3. Un fidanzamento rotto (A Broken Engagement)
4. Un caso macabro (A Gruesome Question)
5. La lavandaia (The Washwoman)
6. Un Din Toah importante (A Major Din Torah)
7. L'albero genealogico (The Family Tree)
8. Dopo le nozze (After the Wedding)
9. A Varsavia (To Warsaw)
10. Il giuramento (The Oath)
11. Il dono di Purim (The Purim Gift)
12. Il suicidio (The Suicide)
13. La terra d'Israele (To the Land of Israel)
14. La dispensa (The Dispensation)
15. Il segreto (The Secret)
16. Il testamento (The Will)
17. Una giornata di piaceri (A Day of Pleasures)
18. Il commesso viaggiatore (The Salesman)
19. Reb Chayim Gorshkover (Reb Chayim Gorshkover)
20. Reb Moishe Ba-ba-ba (Reb Moishe Ba-ba-ba)
21. Traditl (Traitl)
22. Divento esattore (I Become a Collector)
23. Mia sorella (My Sister)[1]
24. Il miracolo (The Miracle)
25. Reb Asher il lattaio (Reb Asher the Dairyman)
26. La causa (The Lawsuit)
27. Verso le vacche selvatiche (To the Wild Cows)
28. Il divorzio (The Divorce)
29. Lupo il carbonaio (Wolf the Coal Dealer)
30. I discendenti (Descendants)
31. La giacca di raso (The Satin Coat)
32. Un ragazzo filosofo (A Boy Philosopher)
33. Zio Mendel (Uncle Mendel)
34. I forti (The Strong Ones)
35. Lo sparo di Sarajevo (The Shot at Sarajevo)
36. La recluta (The Recruit)
37. Lo studio (The Studio)
38. Fame (Hunger)
39. Vane speranze (Vain Hopes)
40. Il libro (The Book)
41. Il visto (The Visa)
42. Il viaggio (The Journey)
43. Bilgoray (Bilgoray)
44. La famiglia (The Family)
45. Zia Yentel (Aunt Yentel)
46. Vecchio ebraismo (Old Jewishness)
47. Inverno a Bilgoray (Winter in Bilgoray)
48. Nuovi amici (New Friends)
49. Le nuove tendenze (The New Winds)

## Edizioni italiane
- Alla corte di mio padre, traduzione di Rosanna Pelà, Introduzione dell'Autore scritta per l'edizione italiana, Collana La Gaja Scienza n.305, Milano, Longanesi, 1970. - Collana I Narratori n.10, Longanesi, 1979; Collana La Gaja Scienza n.188, Longanesi, 1987, ISBN 88-304-0716-X; Collana Teadue n.761, Milano, TEA, 1999, ISBN 88-7818-665-1.
- Alla corte di mio padre, traduzione di R. Pelà, Collana Narratori della Fenice, Milano, Guanda, 1996, ISBN 88-7746-586-7.
- Alla corte di mio padre, traduzione di Silvia Pareschi, a cura di Elisabetta Zevi, Collana Biblioteca n.766, Milano, Adelphi, 2024, ISBN 978-88-459-3929-7.